# Середньоівкіно
Середньоі́вкіно (рос. Среднеивкино) — село у складі Верхошижемського району Кіровської області, Росія. Адміністративний центр Середньоівкінського сільського поселення.
Населення становить 797 осіб (2010, 863 у 2002).
Національний склад станом на 2002 рік — росіяни 97 %.